# Gry nieskończone
Gra nieskończona – wyimaginowany proces, w którym dwie osoby podejmują szereg (zwykle naprzemiennych) wyborów ponumerowanych elementami pewnej nieskończonej liczby porządkowej. Po zakończeniu procesu pewne zadane z góry kryterium używane jest do rozstrzygnięcia, który z graczy odniósł zwycięstwo.
Język gier nieskończonych jest używany w szeregu dziedzin matematyki głównie dla opisu własności studiowanych obiektów. Większość zastosowań gier tego typu występuje w teorii mnogości i topologii.

## Definicje

### Gry długościω{\displaystyle \omega }o posunięciach z ustalonego zbioru
Niech {\displaystyle {\mathcal {X}}} będzie zbiorem o przynajmniej dwóch elementach oraz niech {\displaystyle A\subseteq {\mathcal {X}}^{\omega }} będzie zbiorem, którego elementy są ciągami nieskończonymi {\displaystyle \eta =\langle \eta (n)\colon n\in \omega \rangle } o wyrazach w {\displaystyle {\mathcal {X}}} (tzn. {\displaystyle \eta (n)\in {\mathcal {X}}} dla wszystkich liczb naturalnych {\displaystyle n\in \omega }). Określamy grę nieskończoną {\displaystyle \Game ^{\mathcal {X}}(A)} dwóch graczy, I i II, na zbiór {\displaystyle A} o posunięciach ze zbioru {\displaystyle {\mathcal {X}}} jako proces, w wyniku którego dwie osoby konstruują ciąg nieskończony {\displaystyle \eta =\langle \eta (n)\colon n\in \omega \rangle \in {\mathcal {X}}^{\omega }} o wyrazach w {\displaystyle {\mathcal {X}}} w taki sposób, że po tym, jak już {\displaystyle \eta \upharpoonright n=\langle \eta (k)\colon k<n\rangle } zostało wybrane, to
- jeśli {\displaystyle n} jest parzyste, to gracz I wybiera {\displaystyle \eta (n),}
- jeśli {\displaystyle n} jest nieparzyste, to gracz II wybiera {\displaystyle \eta (n).}

Po wykonaniu wszystkich {\displaystyle \omega } kroków, kiedy gracze zbudowali ciąg {\displaystyle \eta =\langle \eta (n)\colon n\in \omega \rangle \in {\mathcal {X}}^{\omega },} powiemy, że gracz I wygrał partię {\displaystyle \eta }, jeśli {\displaystyle \eta \in A.}
Strategia dla gracza I to funkcja {\displaystyle \sigma ,} której dziedziną jest zbiór wszystkich ciągów o parzystej długości i wyrazach w {\displaystyle {\mathcal {X}}} i której wartości są elementami zbioru {\displaystyle {\mathcal {X}};} tak więc {\displaystyle \sigma \colon \bigcup \limits _{k\in \omega }{\mathcal {X}}^{2k}\longrightarrow {\mathcal {X}}.} Powiemy, że ciąg {\displaystyle \eta \in {\mathcal {X}}^{\omega }} jest zgodny ze strategią {\displaystyle \sigma }, jeśli {\displaystyle (\forall k\in \omega )(\eta (2k)=\sigma (\eta \upharpoonright 2k)).} Strategia {\displaystyle \sigma } dla gracza I jest strategią zwycięską gracza I w {\displaystyle \Game ^{\mathcal {X}}(A)}, jeśli każdy ciąg {\displaystyle \eta } zgodny z {\displaystyle \sigma } należy do zbioru {\displaystyle A.}
Strategia dla gracza II to funkcja {\displaystyle \tau ,} której dziedziną jest zbiór wszystkich ciągów o nieparzystej długości i wyrazach w {\displaystyle {\mathcal {X}}} i której wartości są elementami zbioru {\displaystyle {\mathcal {X}};} tak więc {\displaystyle \tau \colon \bigcup \limits _{k\in \omega }{\mathcal {X}}^{2k+1}\longrightarrow {\mathcal {X}}.} Powiemy, że ciąg {\displaystyle \eta \in {\mathcal {X}}^{\omega }} jest zgodny ze strategią {\displaystyle \tau }, jeśli {\displaystyle (\forall k\in \omega )(\eta (2k+1)=\tau (\eta \upharpoonright (2k+1))).} Strategia {\displaystyle \tau } dla gracza II jest strategią zwycięską gracza II w {\displaystyle \Game ^{\mathcal {X}}(A)}, jeśli żaden ciąg {\displaystyle \eta } zgodny z {\displaystyle \tau } nie należy do zbioru {\displaystyle A.}
Powiemy, że gra {\displaystyle \Game ^{\mathcal {X}}(A)} jest zdeterminowana, jeśli jeden z graczy ma strategię zwycięską.

### Bardziej skomplikowane gry długościω{\displaystyle \omega }
W zasadzie większość gier nieskończonych (nawet tych z bardzo skomplikowanymi regułami) można zinterpretować w języku przedstawionym powyżej. Wystarczy dobrać zbiór {\displaystyle {\mathcal {X}},} tak aby był on odpowiednio „duży”, a reguły gry zakodować w odpowiednim doborze zbioru {\displaystyle A} (utrzymując konwencję, że gracz który pierwszy złamie reguły przegrywa). Często jednak jest wygodnym użyć opisu gier za pomocą drzew (porównaj np. z artykułem Donalda Martina).
Niech {\displaystyle {\mathcal {T}}} będzie zbiorem, którego elementami są ciągi skończone i takim, że
- {\displaystyle \langle \rangle \in {\mathcal {T}},}
- jeśli {\displaystyle \nu \in {\mathcal {T}}} jest ciągiem długości {\displaystyle \mathrm {lh} (\nu )=n} oraz {\displaystyle k<n,} to {\displaystyle \nu \upharpoonright k\in {\mathcal {T}},}
- dla każdego ciągu {\displaystyle \nu \in {\mathcal {T}}} długości {\displaystyle \mathrm {lh} (\nu )=n} istnieje ciąg {\displaystyle \rho \in {\mathcal {T}}} długości {\displaystyle \mathrm {lh} (\rho )=n+1,} który wydłuża {\displaystyle \nu .}

Połóżmy {\displaystyle [{\mathcal {T}}]=\{\eta :\eta } jest ciągiem nieskończonym takim że {\displaystyle (\forall n\in \omega )(\eta \upharpoonright n\in {\mathcal {T}})\}.} Niech {\displaystyle A\subseteq [T].} Określamy grę nieskończoną {\displaystyle \Game _{\mathcal {T}}(A)} dwóch graczy, I i II, na zbiór {\displaystyle A} o posunięciach w drzewie {\displaystyle {\mathcal {T}}} jako proces w wyniku którego dwie osoby konstruują ciąg nieskończony {\displaystyle \eta \in [{\mathcal {T}}]} w taki sposób, że po tym jak już {\displaystyle \eta \upharpoonright n=\langle \eta (k)\colon k<n\rangle \in {\mathcal {T}}} zostało wybrane, to
- jeśli {\displaystyle n} jest parzyste, to gracz I wybiera {\displaystyle \eta (n)} tak że {\displaystyle \langle \eta (k)\colon k\leqslant n\rangle \in {\mathcal {T}},}
- jeśli {\displaystyle n} jest nieparzyste, to gracz II wybiera {\displaystyle \eta (n)} tak aby {\displaystyle \langle \eta (k)\colon k\leqslant n\rangle \in {\mathcal {T}}.}

Po wykonaniu wszystkich {\displaystyle \omega } kroków, kiedy gracze zbudowali ciąg {\displaystyle \eta \in [{\mathcal {T}}],} powiemy, że gracz I wygrał partię {\displaystyle \eta } jeśli {\displaystyle \eta \in A.}
Pojęcia strategii, strategii zwycięskiej i zdeterminowania gry wprowadza się analogicznie do przedstawionych wcześniej.

### Gry długości pozaskończonej
Rozważa się również gry długości większej niż {\displaystyle \omega .} W takim przypadku często wprowadza się dodatkowy parametr {\displaystyle S} opisujący, które posunięcia są wykonywane przez gracza I (pozostałe wybory są dokonywane przez gracza II).
Niech {\displaystyle \alpha } będzie nieskończoną liczbą porządkową oraz {\displaystyle S\subseteq \alpha .} Niech {\displaystyle {\mathcal {X}}} będzie zbiorem o przynajmniej dwóch elementach oraz niech {\displaystyle A\subseteq {\mathcal {X}}^{\alpha }.} Określamy grę długości {\displaystyle \alpha ,} {\displaystyle \Game _{\alpha }^{\mathcal {X}}(A)} dwóch graczy, I i II, na zbiór {\displaystyle A} o posunięciach ze zbioru {\displaystyle {\mathcal {X}}} jako proces, w wyniku którego dwie osoby konstruują pozaskończony ciąg {\displaystyle \eta =\langle \eta (\beta )\colon \beta <\alpha \rangle \in {\mathcal {X}}^{\alpha }} o wyrazach w {\displaystyle {\mathcal {X}}} w taki sposób, że po tym jak już {\displaystyle \eta \upharpoonright \beta =\langle \eta (\gamma )\colon \gamma <\beta \rangle } zostało wybrane, to:
jeśli {\displaystyle \beta \in S,} to gracz I wybiera {\displaystyle \eta (\beta ),} a
jeśli {\displaystyle \beta \in \alpha \setminus S,} to gracz II wybiera {\displaystyle \eta (\beta ).}
Po wykonaniu wszystkich {\displaystyle \alpha } kroków, kiedy gracze zbudowali ciąg {\displaystyle \eta =\langle \eta (\beta )\colon \beta <\alpha \rangle \in {\mathcal {X}}^{\alpha },} powiemy, że gracz I wygrał partię {\displaystyle \eta }, jeśli {\displaystyle \eta \in A.}
Pojęcia strategii, strategii zwycięskiej i zdeterminowania gry wprowadza się analogicznie do przedstawionych wcześniej.

## Przykłady
Wszystkie przykłady gier podane poniżej mogą być przedstawione tak, że będą one pasować do ogólnych definicji przedstawionych powyżej.
Szachy są przykładem gry, w której dwóch graczy (Biała i Czarny) wykonuje na przemian posunięcia. Możliwe posunięcia graczy są dokładnie opisane przez reguły gry. Z góry wiadomo też, kiedy Biała wygrywa partię, a kiedy wygrywa jej oponent. Umówmy się, że zarówno pat, jak i wieczny szach oznaczają wygraną Czarnego oraz że partia nie zakończona do 10000 posunięcia również jest uznawana za wygraną przez Czarnego. Dla uproszczenia rozważań każdą pełną partię tej gry będziemy traktować jako ciąg 10000 posunięć (umawiając się, że jeśli na kroku {\displaystyle n} jeden z graczy wygrywa, to dalsze posunięcia są nieistotne). Spróbujmy opisać, co to znaczy, że Biała ma doskonały przepis na grę (czyli strategię zwycięską). Taki przepis powinien brać jako daną wejściową historię partii do danego momentu reprezentowaną przez kolejne posunięcia {\displaystyle b_{1},c_{1},b_{2},c_{2},\dots ,b_{n},c_{n}} i w odpowiedzi podawać ruch Białej {\displaystyle b_{n+1}.} Strategia dla Białej jest więc funkcją {\displaystyle \sigma ,} której dziedziną jest zbiór wszystkich możliwych częściowych partii parzystej długości {\displaystyle <10000,} a wartościami są posunięcia dozwolone przez reguły gry. Strategia {\displaystyle \sigma } jest zwycięska dla Białej jeśli każda partia {\displaystyle \langle b_{1},c_{1},b_{2},c_{2},\dots ,b_{4999},c_{4999},b_{5000},c_{5000}\rangle } spełniająca warunek
{\displaystyle b_{n}=\sigma (\langle b_{1},c_{1},\dots ,b_{n-1},c_{n-1}\rangle )} dla wszystkich {\displaystyle n=1,\dots ,4999}
jest wygrana przez Białą. (O partiach spełniających powyższy warunek będziemy mówić, że są zgodne ze strategią {\displaystyle \sigma }.) Całkowicie analogicznie definiuje się strategie zwycięskie dla Czarnego.
Intrygującym pytaniem jest, czy jeden z graczy ma strategię zwycięską i jaka ta strategia jest. Zwróćmy uwagę, że stwierdzenie: „Biała ma strategię zwycięską”, może być wyrażone w następujący sposób:
istnieje takie posunięcie Białej {\displaystyle b_{1},} że dla każdego posunięcia Czarnego {\displaystyle c_{1},} istnieje odpowiedź Białej {\displaystyle b_{2}} taka, że dla każdej odpowiedzi Czarnego {\displaystyle c_{2}} ⋅ ⋅ ⋅ ⋅ ⋅ ⋅ istnieje odpowiedź Białej {\displaystyle b_{5000}} taka, że dla każdej odpowiedzi Czarnego {\displaystyle c_{5000}} Biała wygrała partię {\displaystyle \langle b_{1},c_{1},b_{2},c_{2},\dots ,b_{4999},c_{4999},b_{5000},c_{5000}\rangle .}
Używając kwantyfikatorów, możemy zapisać powyższe wyrażenie następująco:
{\displaystyle \Psi \equiv (\exists b_{1})(\forall c_{1})(\exists b_{2})(\forall c_{2})\ldots (\exists b_{5000})(\forall c_{5000})} (Biała wygrała partię {\displaystyle \langle b_{1},c_{1},b_{2},c_{2},\dots ,b_{4999},c_{4999},b_{5000},c_{5000}\rangle }).
Ponieważ nasze reguły zostały tak ustalone, aby zawsze jeden z graczy wygrywał, możemy użyć praw De Morgana, aby wykazać, że zaprzeczenie zdania {\displaystyle \Psi } to
{\displaystyle \neg \Psi \equiv (\forall b_{1})(\exists c_{1})(\forall b_{2})(\exists c_{2})\ldots (\forall b_{5000})(\exists c_{5000})} (Czarny wygrał partię {\displaystyle \langle b_{1},c_{1},b_{2},c_{2},\dots ,b_{4999},c_{4999},b_{5000},c_{5000}\rangle }).
Zatem {\displaystyle \neg \Psi } to stwierdzenie, że „Czarny ma strategię zwycięską”. Możemy stąd wywnioskować, że jeden z graczy ma doskonały przepis na grę – tyle tylko że nie wiemy, który. Możemy to uogólnić do stwierdzenia, że istnienie strategii zwycięskiej w grze skończonej jest wyrażalne przez zdanie zaczynające się od skończonego ciągu naprzemiennych kwantyfikatorów i że zawsze jeden z graczy ma strategię zwycięską (jeżeli każda partia kończy się wygraną jednego z nich).
Schemat przedstawiony powyżej może być użyty do opisu gier nieskończonych. Na przykład: jeśli chcemy rozważać gry indeksowane liczbami naturalnymi, to możemy opisać je jako proces, w którym gracze Biała i Czarny budują ciąg nieskończony
{\displaystyle \langle b_{1},c_{1},b_{2},c_{2},\dots ,b_{4999},c_{4999},b_{5000},c_{5000},b_{5001},c_{5001},\dots b_{n},c_{n},\dots \rangle ,}
którego wyrazy są wybierane po kolei w taki sposób, że {\displaystyle b_{n}} jest określone przez Białą (po tym, jak już wybrano {\displaystyle b_{1},c_{1},b_{2},c_{2},\dots ,b_{n-1},c_{n-1}}) a {\displaystyle c_{n},} jest zadecydowane przez Czarnego w kolejnym posunięciu. Przy takim opisie musimy też podać regułę wygrywania, która może być opisana przez podanie zbioru {\displaystyle A} tych wszystkich ciągów nieskończonych, które są „wygrane” przez Białą. Zbiór {\displaystyle A} może też zawierać w sobie opis szczególnych reguł gry – wystarczy wpisać w niego zasadę, że gracz, który pierwszy złamie te reguły, przegrywa. Pojęcia strategii i strategii zwycięskiej przenoszą się na przypadek takich gier naturalnie. Ważną różnicą jest jednak, że próbując zapisać zdanie „Biała ma strategię zwycięską” za pomocą kwantyfikatorów, otrzymamy nieskończony ciąg naprzemiennych kwantyfikatorów. Nawet jeśli wprowadzić logikę pozwalającą na takie ciągi, prawa De Morgana nie będą stosowalne i istnienie strategii zwycięskiej dla jednego z graczy staje się poważnym (i interesującym) problemem.

### Gra Banacha-Mazura
Pierwsza gra nieskończona była opisana w 1930 przez polskiego matematyka Stanisława Mazura w Problemie 43 w Księdze Szkockiej. Niech {\displaystyle Z\subseteq \mathbb {R} .} Rozważmy następującą grę {\displaystyle \Game ^{\mathrm {BM} }(Z)} dwóch graczy, których nazwiemy Graczem A i Graczem B. Gra składa się z nieskończenie wielu posunięć ponumerowanych liczbami naturalnymi {\displaystyle n=1,2,3,\dots } Oponenci zaczynają w ten sposób, że Gracz A wybiera niepusty przedział otwarty {\displaystyle I_{1},} a Gracz B odpowiada przez wskazanie niepustego otwartego przedziału {\displaystyle I_{2}\subseteq I_{1}.} Kiedy gracze dochodzą do {\displaystyle n}-tego kroku w grze, to mają skontruowany zstępujący ciąg niepustych przedziałów otwartych {\displaystyle I_{1}\supseteq I_{2}\supseteq \ldots I_{2n-2}\supseteq I_{2n-1}.} Na {\displaystyle n} tym etapie gry najpierw Gracz A wybiera niepusty przedział otwarty {\displaystyle I_{2n}\subseteq I_{2n-1},} a potem Gracz B wskazuje niepusty otwarty przedział {\displaystyle I_{2n+1}\subseteq I_{2n}.}
Kiedy gracze wykonają już wszystkie posunięcia (jest ich nieskończenie wiele!), to decydujemy, że Gracz B wygrał partię {\displaystyle \langle I_{n}\colon n=1,2,3,4,\dots \rangle } wtedy i tylko wtedy, gdy {\displaystyle \bigcap \limits _{n=1}^{\infty }I_{n}\subseteq Z.}
Mazur pytał, kiedy istnieją strategie zwycięskie w tej grze. Odpowiedź na to pytanie była dana przez Stefana Banacha w 1935. Okazuje się, że Gracz B ma strategię zwycięską w grze {\displaystyle \Game ^{\mathrm {BM} }(Z)} wtedy i tylko wtedy, gdy {\displaystyle \mathbb {R} \setminus Z} jest zbiorem pierwszej kategorii.

### Gra Davisa
Morton Davis rozważał następującą grę {\displaystyle \Game _{D}(A).}
Przypuśćmy, że {\displaystyle A\subseteq 2^{\omega }=\{0,1\}^{\omega }.} Definiujemy grę {\displaystyle \Game _{D}(A)} długości {\displaystyle \omega } pomiędzy graczami I i II w sposób następujący: najpierw gracz I wybiera skończony ciąg {\displaystyle \nu _{0}} o wartościach w {\displaystyle \{0,1\},} potem gracz II odpowiada przez wybór jednej liczby {\displaystyle k_{0}\in \{0,1\}.} Ogólniej: na kroku {\displaystyle n\in \omega } tej gry, najpierw gracz I wybiera ciąg skończony {\displaystyle \nu _{n}} o wartościach w {\displaystyle \{0,1\},} a potem gracz II decyduje wartość {\displaystyle k_{n}\in \{0,1\}.} Po {\displaystyle \omega } krokach gra jest zakończona, a gracze skonstruowali ciąg {\displaystyle \langle \nu _{n},k_{n}\colon n\in \omega \rangle .} Decydujemy, że gracz I wygrał tę partię wtedy i tylko wtedy, gdy
{\displaystyle \nu _{0}^{\frown }\langle k_{0}\rangle ^{\frown }\nu _{1}^{\frown }\langle k_{1}\rangle ^{\frown }\ldots \nu _{n}^{\frown }\langle k_{n}\rangle ^{\frown }\ldots \in A.}
Okazuje się, że gracz I ma strategię zwycięską w {\displaystyle \Game _{D}(A)} wtedy i tylko wtedy, gdy zbiór {\displaystyle A} zawiera podzbiór doskonały. Natomiast gracz II ma strategię zwycięską w {\displaystyle \Game _{D}(A)} wtedy i tylko wtedy, gdy zbiór {\displaystyle A} jest przeliczalny.

### Strategiczna domkniętość
Niech {\displaystyle \mathbb {P} =(\mathbb {P} ,\leqslant )} będzie pojęciem forsingu oraz niech λ będzie regularną liczbą kardynalną. Definiujemy następującą grę {\displaystyle \Game _{\lambda }^{\mathbb {P} }} długości λ pomiędzy graczami I i II. W czasie gry gracze budują ciąg {\displaystyle \langle p_{\alpha },q_{\alpha }\colon \alpha <\lambda \rangle \subseteq \mathbb {P} } tak, że na kroku {\displaystyle \alpha <\lambda {:}}
najpierw gracz I wybiera warunek {\displaystyle p_{\alpha }\in \mathbb {P} } taki że
jeśli ciąg {\displaystyle \langle p_{\beta },q_{\beta }\colon \beta <\alpha \rangle } ma ograniczenie dolne, to {\displaystyle (\forall \beta <\alpha )(p_{\beta }\geqslant p_{\alpha }\ \wedge q_{\beta }\geqslant p_{\alpha }),}
a potem gracz II wybiera warunek {\displaystyle q_{\alpha }\leqslant p_{\alpha }.}
Po skończonej partii, gdy gracze skonstruowali ciąg {\displaystyle \langle p_{\alpha },q_{\alpha }\colon \alpha <\lambda \rangle } decydujemy, że gracz II wygrał tę partię wtedy i tylko wtedy, gdy ciąg ten jest malejący (tzn. gdy {\displaystyle (\forall \beta <\alpha <\lambda )(p_{\beta }\geqslant q_{\beta }\geqslant p_{\alpha }\geqslant q_{\alpha })}).
Mówimy, że pojęcie forsingu {\displaystyle \mathbb {P} } jest {\displaystyle (<\lambda )}-strategicznie domknięte, jeśli gracz II ma strategię zwycięską w grze {\displaystyle \Game _{\lambda }^{\mathbb {P} }.} Ta własność pojęć forsingu jest dość ważna w teorii forsingu, jako że
- {\displaystyle (<\lambda )}-strategicznie domknięte pojęcia forsingu nie kolapsują liczb kardynalnych {\displaystyle \leqslant \lambda } oraz
- iteracje z nośnikami mocy {\displaystyle \lambda } pojęć forsingu, które są {\displaystyle (<\lambda )}-strategicznie domknięte są {\displaystyle (<\lambda )}-strategicznie domknięte.

## Determinacja
Aksjomaty determinacji to postulaty, że pewne gry nieskończone są zdeterminowane. Najbardziej popularnym aksjomatem tej postaci jest zdanie AD orzekające, że dla każdego zbioru {\displaystyle A\subseteq \omega ^{\omega }} gra {\displaystyle \Game ^{\omega }(A)} jest zdeterminowana.
Aksjomaty determinacji były rozważane po raz pierwszy przez polskich matematyków Jana Mycielskiego i Hugo Steinhausa i były one intensywnie studiowane na początku lat 60. XX wieku przez Mycielskiego i Stanisława Świerczkowskiego. W latach 90. XX wieku w wyniku szeregu spektakularnych rezultatów amerykańskiego matematyka Hugh Woodina znacznie wzrosło zainteresowanie aksjomatami tego typu.
Dla głębszego rozwinięcia tego tematu odsyłamy czytelnika do hasła o aksjomatach determinacji. Zauważmy tylko jeszcze, że jeśli {\displaystyle A\subseteq \omega ^{\omega }} jest zbiorem borelowskim, to gra {\displaystyle \Game ^{\omega }(A)} jest zdeterminowana. Jeśli istnieje liczba mierzalna oraz {\displaystyle A\subseteq \omega ^{\omega }} jest zbiorem analitycznym, to gra {\displaystyle \Game ^{\omega }(A)} jest zdeterminowana. Przy założeniu istnienia znacznie większych dużych liczb kardynalnych można wykazać, że gry na zbiory z wyższych klas rzutowych też są zdeterminowane.